# Савчук Володимир Дмитрович
Володи́мир Дми́трович Савчу́к (27 липня 1974, м. Тернопіль, Україна — 12 вересня 2022, Сумська область, Україна) — український військовослужбовець, солдат підрозділу Збройних Сил України, учасник російсько-української війни, який загинув під час російського вторгнення в Україну. Почесний громадянин міста Тернополя (2022, посмертно).

## Життєпис
Народився 27 липня 1974 року в м. Тернополі.
Випускник Тернопільської загальноосвітньої школи № 11 (1985).
Не маючи бойового досвіду, навіть строкової служби, у перші ж дні російського вторгнення в Україну, добровільно прибув до ТЦК та СП. 
Загинув 12 вересня 2022 року на Сумщині внаслідок підриву на ворожій міні.
Похований 16 вересня 2022 року на Алеї Героїв Микулинецького кладовища в м. Тернополі.

## Нагороди
- орден «За мужність» III ступеня (7 листопада 2022, посмертно) — за особисту мужність і самовіддані дії, виявлені у захисті державного суверенітету та територіальної цілісності України, вірність військовій присязі[1].

## Вшанування пам'яті
- почесний громадянин міста Тернополя (3 жовтня 2022, посмертно) — за вагомий особистий внесок у забезпечення суверенітету, територіальної цілісності і зміцнення обороноздатності Української держави, мужність, героїзм та самовідданість, виявлені під час бойових дій, високий професіоналізм, зразкове виконання службових обов'язків[2].